# Amadeu Llopart i Vilalta
|  | Aquest article tracta sobre l'arquitecte català. Vegeu-ne altres significats a «Amadeu Llopart». |

Amadeu Llopart i Vilalta   (Sant Martí de Provençals, 1888 - 1970) fou un arquitecte català, titulat el 1914.

## Biografia
Fou autor del Casino l'Aliança del Poblenou, i en col·laboració amb Alexandre Soler i March, del Palau de la Metal·lúrgia, Electricitat i Força Motriu per a l'Exposició Internacional de Barcelona de 1929, edifici a cavall entre l'estructuralisme i l'art déco. Participà en el segon Congrés d'Arquitectes de Llengua Catalana i fou catedràtic de l'Escola Tècnica Superior d'Arquitectura de Barcelona.